# Griselda Cos
Griselda Cos (Terrassa, 1937) és una religiosa benedictina adscrita al monestir de Sant Pere de les Puel·les, al barri de Sarrià de Barcelona. Als 14 anys decidí ser monja i del 1988 al 2013 va estar al Santuari de Puiggraciós de l'Ametlla del Vallès. Del 1997 al 2005 ha format part de la Comissió Ibèrica del Diàleg Interreligiós Monàstic. Com a intèrpret de cítara, el 2011 participà en l'homenatge al teòleg i filòsof Raimon Panikkar. Participà en el lliurement del IV Memorial Cassià Just del 2014 a la Comunitat Taizé.